# Discografia di Diplo
Il produttore, DJ e cantante statunitense Diplo ha pubblicato un album studio, sei EP, cinque compilation, quattro mixtape, un album live e serie di singoli, video musicali e altre collaborazioni.
Il suo pseudonimo, abbreviazione di Diplodocus, deriva dalla sua passione d'infanzia verso i dinosauri. Durante la sua ascesa, Diplo lavorò con la cantante britannica M.I.A., un'artista che gli ha dato pubblicità nella sua fase iniziale. Dopo ciò, Diplo lavorò nelle produzioni e mixtape con altri artisti di successo, come Die Antwoord, Britney Spears, Madonna, Shakira, Beyoncé, No Doubt, Justin Bieber, Usher, Snoop Dogg, MØ, Chris Brown, CL, e G-Dragon. Come artista, Diplo, fa parte dei due gruppi elettronici Major Lazer e Jack Ü.

## Album

### Album studio
| Titolo  | Dettagli album                                                                        |
| ------- | ------------------------------------------------------------------------------------- |
| Florida | - Pubblicato: 21 settembre 2004 - Formato: CD, digital download - Etichetta: Big Dada |

### Extended play
| Titolo           | Dettagli album                                                                    | Posizione massima | Posizione massima | Posizione massima |
| Titolo           | Dettagli album                                                                    | US                | US                | US                |
| ---------------- | --------------------------------------------------------------------------------- | ----------------- | ----------------- | ----------------- |
| Epistomology     | - Pubblicato: 11 novembre 2003 - Formato: Digital download - Etichetta: Big Dada  | —                 | —                 | —                 |
| Newsflash        | - Pubblicato: 8 ottobre 2004 - Formato: Digital download - Etichetta: Big Dada    | —                 | —                 | —                 |
| Diplo Rhythm     | - Pubblicato: 21 settembre 2004 - Formato: Digital download - Etichetta: Big Dada | —                 | —                 | —                 |
| iTunes Session   | - Pubblicato: 2 luglio 2007 - Formato: Digital download - Etichetta: Mad Decent   | —                 | —                 | —                 |
| Express Yourself | - Pubblicato: 12 giugno 2012 - Formato: Digital download - Etichetta: Mad Decent  | 197               | 8                 | 32                |
| Revolution       | - Pubblicato: 8 ottobre 2013 - Formato: Digital download - Etichetta: Mad Decent  | —                 | —                 | —                 |

### Compilations
| Titolo                                   | Dettagli album                                                                        | Posizione massima | Posizione massima | Posizione massima | Posizione massima |
| Titolo                                   | Dettagli album                                                                        | US                | US                | US                | BEL (FL)          |
| ---------------------------------------- | ------------------------------------------------------------------------------------- | ----------------- | ----------------- | ----------------- | ----------------- |
| FabricLive.24                            | - Pubblicato: 1 novembre 2005 - Formato: CD, digital download - Etichetta: Fabric     | —                 | —                 | —                 | —                 |
| Decent Work for Decent Pay               | - Pubblicato: 26 gennaio 2009 - Formato: CD, digital download - Etichetta: Big Dada   | —                 | 23                | —                 | —                 |
| Blow Your Head: Diplo Presents Dubstep   | - Pubblicato: 2 novembre 2010 - Formato: CD, digital download - Etichetta: Mad Decent | —                 | 20                | —                 | —                 |
| Chasing the Dragon                       | - Pubblicato: 2010 - Formato: CD, digital download - Etichetta: Mad Decent            | —                 | —                 | —                 | —                 |
| Riddimentary: Diplo Selects Greensleeves | - Pubblicato: 12 maggio 2011 - Formato: CD, digital download - Etichetta: Big Dada    | —                 | —                 | 5                 | —                 |
| Random White Dude Be Everywhere          | - Pubblicato: 29 luglio 2014 - Formato: CD, digital download - Etichetta: Mad Decent  | 155               | 2                 | —                 | 132               |

### Mixtape
| Titolo                               | Dettagli album                                                                     |
| ------------------------------------ | ---------------------------------------------------------------------------------- |
| AEIOU (with Tripledouble)            | - Pubblicato: 2003 - Formato: CD, digital download - Etichetta: Independent        |
| Piracy Funds Terrorism (with M.I.A.) | - Pubblicato: 2 dicembre 2004 - Formato: Digital download - Etichetta: Independent |
| AEIOU Two (with Tripledouble)        | - Pubblicato: 2007 - Formato: CD, digital download - Etichetta: Independent        |
| Top Ranking: A Diplo Dub             | - Pubblicato: 15 luglio 2008 - Formato: Digital download - Etichetta: Mad Decent   |

### Album live
| Titolo           | Dettagli album                                                                            |
| ---------------- | ----------------------------------------------------------------------------------------- |
| Live in Montreal | - Pubblicato: 4 settembre 2005 - Formato: CD, digital download - Etichetta: Money Studies |

## Singoli

### Come artista principale
| Titolo                                                                          | Anno | Posizione massima | Posizione massima | Posizione massima | Posizione massima | Posizione massima | Posizione massima | Posizione massima | Posizione massima | Posizione massima | Posizione massima | Certificazioni  | Album                                |  |
| Titolo                                                                          | Anno | US                | BEL (FL)          | CAN               | FRA               | GER               | IRL               | NLD               | NOR               | NZ                | UK                | Certificazioni  | Album                                |  |
| ------------------------------------------------------------------------------- | ---- | ----------------- | ----------------- | ----------------- | ----------------- | ----------------- | ----------------- | ----------------- | ----------------- | ----------------- | ----------------- | --------------- | ------------------------------------ |  |
| "Thingamajawn"                                                                  | 2003 | —                 | —                 | —                 | —                 | —                 | —                 | —                 | —                 | —                 | —                 |                 | Non-album singles                    |  |
| "Mitch Theme"                                                                   | 2004 | —                 | —                 | —                 | —                 | —                 | —                 | —                 | —                 | —                 | —                 |                 | Non-album singles                    |  |
| "Florida"                                                                       | 2004 | —                 | —                 | —                 | —                 | —                 | —                 | —                 | —                 | —                 | —                 |                 | Florida                              |  |
| "Ô Darcy" (with Gaiola das Popozudas)                                           | 2005 | —                 | —                 | —                 | —                 | —                 | —                 | —                 | —                 | —                 | —                 |                 | FabricLive.24                        |  |
| "Vem Cristiano" (with Gaiola das Popozudas)                                     | 2005 | —                 | —                 | —                 | —                 | —                 | —                 | —                 | —                 | —                 | —                 |                 | FabricLive.24                        |  |
| "Shhake It Up"                                                                  | 2006 | —                 | —                 | —                 | —                 | —                 | —                 | —                 | —                 | —                 | —                 |                 | Non-album singles                    |  |
| "Blow Your Head"                                                                | 2008 | —                 | —                 | —                 | —                 | —                 | —                 | —                 | —                 | —                 | —                 |                 | Non-album singles                    |  |
| "Bandida" (with Deize Tigrona)                                                  | 2008 | —                 | —                 | —                 | —                 | —                 | —                 | —                 | —                 | —                 | —                 |                 | Non-album singles                    |  |
| "Get Off" (with Blaqstarr)                                                      | 2009 | —                 | —                 | —                 | —                 | —                 | —                 | —                 | —                 | —                 | —                 |                 | Non-album singles                    |  |
| "Hey!" (with Laidback Luke)                                                     | 2009 | —                 | —                 | —                 | —                 | —                 | —                 | —                 | —                 | —                 | —                 |                 | Non-album singles                    |  |
| "Make You Pop" (with Don Diablo)                                                | 2010 | —                 | —                 | —                 | —                 | —                 | —                 | —                 | —                 | —                 | —                 |                 | Non-album singles                    |  |
| "U Don’t Like Me"                                                               | 2010 | —                 | —                 | —                 | —                 | —                 | —                 | —                 | —                 | —                 | —                 |                 | Non-album singles                    |  |
| "C'mon (Catch 'Em by Surprise)" (with Tiësto featuring Busta Rhymes)            | 2011 | —                 | 39                | 68                | —                 | 68                | 21                | 8                 | —                 | —                 | 13                |                 | Non-album singles                    |  |
| "Pick Your Poison" (with Datsik)                                                | 2011 | —                 | —                 | —                 | —                 | —                 | —                 | —                 | —                 | —                 | —                 |                 | Non-album singles                    |  |
| "Que Que" (with Dillon Francis featuring Maluca Mala)                           | 2011 | —                 | —                 | —                 | —                 | —                 | —                 | —                 | —                 | —                 | —                 |                 | Non-album singles                    |  |
| "Go" (with Diplo & Oliver Twizt)                                                | 2011 | —                 | —                 | —                 | —                 | —                 | —                 | —                 | —                 | —                 | —                 |                 | Non-album singles                    |  |
| "Express Yourself" (featuring Nicky Da B)                                       | 2012 | 40                | —                 | —                 | —                 | —                 | —                 | —                 | —                 | —                 | —                 |                 | Express Yourself                     |  |
| "Set It Off" (featuring Lazerdisk Party Sex)                                    | 2012 | —                 | —                 | —                 | 116               | —                 | —                 | —                 | —                 | —                 | —                 |                 | Express Yourself                     |  |
| "About That Life" (featuring Jahan Lennon)                                      | 2012 | —                 | —                 | —                 | —                 | —                 | —                 | —                 | —                 | —                 | —                 |                 | Non-album single                     |  |
| "Bueller" (with ETC!ETC! and Brillz featuring Chuck Inglish)                    | 2012 | —                 | —                 | —                 | —                 | —                 | —                 | —                 | —                 | —                 | —                 |                 | Let's Be Cops                        |  |
| "Keep It Gully" (with Swick)                                                    | 2013 | —                 | —                 | —                 | —                 | —                 | —                 | —                 | —                 | —                 | —                 |                 | Non-album singles                    |  |
| "Earthquake" (with DJ Fresh featuring Dominique Young Unique)                   | 2013 | 26                | 21                | —                 | —                 | —                 | 42                | —                 | —                 | —                 | 4                 |                 | Non-album singles                    |  |
| "Boy Oh Boy" (with GTA)                                                         | 2013 | 19                | —                 | —                 | —                 | —                 | —                 | —                 | —                 | —                 | 52                |                 | Random White Dude Be Everywhere      |  |
| "Crown" (featuring Mike Posner and Boaz van de Beatz)                           | 2013 | —                 | —                 | —                 | —                 | —                 | —                 | —                 | —                 | —                 | —                 |                 | Revolution                           |  |
| "Revolution"                                                                    | 2014 | —                 | —                 | —                 | 155               | —                 | —                 | —                 | 30                | —                 | —                 |                 | Revolution                           |  |
| "Biggie Bounce" (featuring Angger Dimas and Travis Porter)                      | 2014 | —                 | —                 | —                 | —                 | —                 | —                 | —                 | —                 | —                 | —                 |                 | Revolution                           |  |
| "Freak" (with Steve Aoki and Deorro)                                            | 2014 | 33                | 118               | —                 | —                 | —                 | —                 | —                 | —                 | —                 | —                 |                 | Random White Dude Be Everywhere      |  |
| "6th Gear" (with Alvaro featuring Kstylis)                                      | 2014 | —                 | —                 | —                 | —                 | —                 | —                 | —                 | —                 | —                 | —                 |                 | Random White Dude Be Everywhere      |  |
| "Techno" (with Yellow Claw and LNY TNZ featuring Waka Flocka Flame)             | 2014 | —                 | —                 | —                 | —                 | —                 | —                 | —                 | —                 | —                 | —                 |                 | Random White Dude Be Everywhere      |  |
| "Dirty Vibe" (with Skrillex featuring G-Dragon and CL)                          | 2014 | 19                | —                 | —                 | —                 | —                 | —                 | —                 | —                 | —                 | —                 |                 | Recess                               |  |
| "Doctor Pepper" (with CL, Riff Raff and OG Maco)                                | 2015 | —                 | —                 | —                 | —                 | —                 | —                 | —                 | —                 | —                 | —                 |                 | Non-album singles                    |  |
| "Set Me Free" (featuring Liz)                                                   | 2015 | —                 | —                 | —                 | —                 | —                 | —                 | —                 | —                 | —                 | —                 |                 | Non-album singles                    |  |
| "Be Right There" (with Sleepy Tom)                                              | 2015 | 8                 | 19                | 81                | 123               | 69                | 31                | 83                | —                 | 19                | 8                 | - RMNZ: Platino | Non-album singles                    |  |
| "Hey Baby" (vs. Dimitri Vegas & Like Mike featuring Deb's Daughter)             | 2016 | —                 | 1                 | —                 | —                 | 65                | —                 | —                 | —                 | —                 | —                 |                 | Non-album singles                    |  |
| "Bang Bang" (vs. DJ Fresh featuring R. City, Selah Sue and Craig David)         | 2016 | —                 | 35                | —                 | —                 | —                 | —                 | —                 | —                 | —                 | —                 |                 | Non-album singles                    |  |
| "Imperfections" (with Starrah)                                                  | 2017 | —                 | —                 | —                 | —                 | —                 | —                 | —                 | —                 | —                 | —                 |                 | Diplo X Starrah                      |  |
| "Phurrr" (with Pritam and Mohit Chauhan)                                        | 2017 | —                 | —                 | —                 | —                 | —                 | —                 | —                 | —                 | —                 | —                 |                 | Jab Harry Met Sejal                  |  |
| "Swerve" (with Starrah)                                                         | 2017 | —                 | —                 | —                 | —                 | —                 | —                 | —                 | —                 | —                 | —                 |                 | Diplo X Starrah                      |  |
| "Get It Right" (featuring MØ)                                                   | 2017 | —                 | 71                | 76                | —                 | —                 | —                 | —                 | —                 | —                 | —                 |                 | Major Lazer Presents: Give Me Future |  |
| "Look Back" (featuring DRAM)                                                    | 2018 | —                 | —                 | —                 | —                 | —                 | —                 | —                 | —                 | —                 | —                 |                 | California                           |  |
| "Worry No More" (featuring Lil Yachty and Santigold)                            | 2018 | —                 | —                 | —                 | —                 | —                 | —                 | —                 | —                 | —                 | —                 |                 | California                           |  |
| "Stay Open" (featuring MØ)                                                      | 2018 | —                 | —                 | —                 | —                 | —                 | —                 | —                 | —                 | —                 | —                 |                 | Non-album single                     |  |
| "Welcome to the Party" (with French Montana and Lil Pump featuring Zhavia Ward) | 2018 | —                 | —                 | 55                | —                 | —                 | —                 | —                 | —                 | —                 | —                 |                 | Deadpool 2                           |  |
| "Sun in Our Eyes" (with MØ)                                                     | 2018 | —                 | 67                | —                 | —                 | —                 | —                 | —                 | —                 | —                 | —                 |                 | Forever Neverland                    |  |
| "—" denotes releases that did not chart or were not released in that territory. |      |                   |                   |                   |                   |                   |                   |                   |                   |                   |                   |                 |                                      |  |

### Come artista ospite
| Titolo                                                                                    | Anno | Posizione massima | Posizione massima | Posizione massima | Posizione massima | Posizione massima | Posizione massima | Posizione massima | Posizione massima | Certificazioni                      | Album                           |
| Titolo                                                                                    | Anno | AUS               | BEL               | DEN               | ITA               | NLD               | NZ                | SWI               | UK                | Certificazioni                      | Album                           |
| ----------------------------------------------------------------------------------------- | ---- | ----------------- | ----------------- | ----------------- | ----------------- | ----------------- | ----------------- | ----------------- | ----------------- | ----------------------------------- | ------------------------------- |
| "XXX 88" (MØ featuring Diplo)                                                             | 2013 | —                 | 92                | —                 | —                 | —                 | —                 | —                 | —                 | Non-album singles                   |                                 |
| "P.o.v. 2.0" (The Death Set and The Partysquad featuring Diplo)                           | 2013 | —                 | —                 | —                 | —                 | —                 | —                 | —                 | —                 | Non-album singles                   |                                 |
| "Elastic Heart" (Sia featuring The Weeknd and Diplo)                                      | 2013 | 67                | 77                | 21                | 11                | 46                | 7                 | 12                | 61                | - IFPI DEN: Platino - RMNZ: Platino | The Hunger Games: Catching Fire |
| "Eparrei" (Dimitri Vegas & Like Mike featuring Diplo, Fatboy Slim, Bonde do Rolê and Pin) | 2014 | —                 | 5                 | —                 | —                 | —                 | —                 | —                 | —                 | Bem Brasil                          |                                 |
| "Afterhours" (TroyBoi featuring Diplo and Nina Sky)                                       | 2016 | —                 | —                 | —                 | —                 | —                 | —                 | —                 | —                 | Non-album singles                   |                                 |
| "The Bomb" (DJ Hidrro featuring Venus Love and Diplo) (uncredited)                        | 2016 | —                 | —                 | —                 | —                 | —                 | —                 | —                 | —                 | Non-album singles                   |                                 |

## Collaborazioni
| Titolo                    | Anno | Altri artisti                | Album                                     |
| ------------------------- | ---- | ---------------------------- | ----------------------------------------- |
| "Newsflash"               | 2004 | Sandra Melody                | Ninja Tune 2004                           |
| "Don't Fall"              | 2004 | N.D.                         | Zentertainment                            |
| "Song for My Father"      | 2004 | N.D.                         | Diesel:U:Music                            |
| "Way More"                | 2004 | N.D.                         | Big Dada Presents                         |
| "Diplo Rhythm"            | 2005 | N.D.                         | Ninja Tune 2005                           |
| "Big Lost"                | 2005 | N.D.                         | Ninja Tune 2005                           |
| "Into the Sun"            | 2007 | Martina Topley-Bird          | City Lounge 3                             |
| "Where Is Home?"          | 2007 | Bloc Party                   | Love Music, Hate Racism                   |
| "Bandida"                 | 2008 | Deize Tigrona                | Man Recordings                            |
| "Me Chinga"               | 2008 | Deize Tigrona                | Man Recordings                            |
| "Fuji Oujia"              | 2008 | N.D.                         | Lagos Shake, A Tony Allen Chop Up         |
| "Wassup Wassup"           | 2009 | Samim                        | Causes 2                                  |
| "Summer's Gonna Hurt You" | 2010 | N.D.                         | Ninja Tune XX: 20 Years Of Beats & Pieces |
| "Sunsets"                 | 2011 | Borgore                      | The Filthiest Hits...So Far               |
| "War"                     | 2012 | Jack Beats and Example       | Careless                                  |
| "No Problem"              | 2012 | Flinch and Kay               | Triple J House Party                      |
| "Drop"                    | 2015 | DJ Snake and Big Freedia     | Entourage                                 |
| "Me Chinga"               | 2015 | Ben Andrade and Grizzly Bear | California Dreamz                         |
| "Hollywood"               | 2020 | Sfera Ebbasta                | FAMOSO                                    |